# Def Rhymz
Def Rhymz, de son nom civil Dennis Bouman (né le 3 mai 1970 à Paramaribo au Suriname et décédé le 24 mars 2024 à Utrecht aux Pays-Bas), est un rappeur surinamo-néerlandais. 

## Biographie
Dennis Bouman naît le 3 mai 1970 à Paramaribo, au Suriname. Il est le premier rappeur néerlandais à avoir atteint la première place des charts néerlandais, avec deux morceaux : Doekoe en 1999 et Schudden en 2001. Dennis collabore ensuite collaboré avec le trio anglophone Postmen sur une reprise de De Bom, le tube sorti en 1982 du groupe pop et reggae Doe Maar, pour l'inclure dans un album hommage.
En plus de ses concerts, Bouman travaille également comme chef cuisinier.
Bouman décède d'une insuffisance cardiaque le 24 mars 2024, à l'âge de 53 ans.